# Gymnanthes glabrata
Gymnanthes glabrata là một loài thực vật có hoa trong họ Đại kích. Loài này được (Mart.) Govaerts mô tả khoa học đầu tiên năm 2000.